# Elin Danielson-Gambogi
Elin Kleopatra Danielson-Gambogi (født Danielson 3. september 1861, død 31. december 1919) var en finsk maler mest kendt for sit realistiske arbejde og portrætter. Danielson-Gambogi var del af den første generation af finske kvindelige kunstnere som fik en professionel uddannelse inden for kunst, de så kaldte ”maler-søstre” generation. Gruppen inkluderede også Helene Schjerfbeck (1862–1946), Helena Westermarck (1857-1938), og Maria Wiik (1853-1928). 

## Opvækst og studier
Elin Danielson blev født i den lille by Noormarkku, nær byen Pori i den vestlige del af Finland. Hun var det første fødte barn af Karl Danielson og Rosa Amalia Danielson, som begge kom fra familier af officerer og embedsmænd, en middelklasse baggrund. 
Elin Danielson tilbragte sin tidlige barndom på familegården (slægtsgården), Ala-Sihtola i Ilmajoki. Under den finske hungersnød 1866-68 gik gården og Karl Danielson fallit  og efter at være blevet tvunget til at sælge gården begik Elin Danielsons far, Karl Danielson selvmord. Efterfølgende tog Elin Danielsons mor, Rosa, tilbage til Noormarkku med sine to døtre.  Her havde Rosa forskellige jobs for hun var fast besluttet på at give sine døtre en anstændig uddannelse .
Efter tragedien og omgivet af stærke kvindelige forbilleder som sin mor, tante og bedstemor, fik Elin Danielson sin uafhængige overlevelsesstrategi.
Som 15-årig flyttede Elin Danielson til Helsinki og begyndte at studere på the Academy of Fine Arts, hvor hendes undervisere inkluderede Carl Eneas Sjöstrand og Hjalmar Munsterhjelm. I 1878, startede Elin Danielson kurser hos Adolf von Becker. 

## Paris
I 1883 modtog Elin Danielson et legat (grant) og flyttede til Paris. Der modtog hun undervisning af Gustave Courtois på Académie Colarossi og malede billedet ”Bretange ved sommertid”. Få år efter returnerede hun til Finland og boede hos sine slægtninge i Noormarkku og Pori, og i 1888 åbnede hun et atelier i Noormarkku. I løbet af 1880s og 1890s arbejdede hun som lærer på forskellige kunstskoler rundt i Finland   og hun deltog også i kunstnerkoloni Önningebykolonien på Ålands Önningeby in Ålands.(ref: Önningebykolonien - Wikipedia, den frie encyklopædi).

## Italien
I 1895 modtog Elin Danielson et stipendium og rejste til Firenze i Italien. Et år senere flyttede hun til landsbyen Antignano i Livorno, hvor hun mødte en italiensk maler, der var 13 år yngre end hende selv, Raffaello Gambogi (1874–1943). De begyndte at arbejde sammen og blev gift den 27. februar, 1898 . De afholdt udstillinger I Paris, Milano, Firenze (hvor hun blev tildelt byens kunstpris) og i mange finske byer .  Deres malerier blev også inkluderet på 1900-året verdensudstilling in Paris, hvor Elin Danielson vandt bronzemedalje. Hun fik også en anden plads i 1901 national portrætmalerkonkurrencen organiseret af den finske stat . I 1899, købte Kong Umberto et maleri af hende  og det same år deltog hun i Biennalen i Venedie Venice Biennale.
Elin og Raffaellos ægteskab ændrede sig efter at Raffaello havde en affære med Danielsons finske veninde Dora Wahlroos . Den affære sluttede hurtigt, men havde en vedvarende effekt på ægteskabet . Eline flyttede til Finland for en tid men vendte tilbage til Italien i 1903 . På grund af Første Verdenskrig blev forbindelserne til hendes hjemland brudt, og da hun døde af lungebetændelse i Antignano i 1919, var hun nærmest glemt i Finland .

## Arv / eftermægle
På grund af hendes valg af sjældne motiver, som ofte måske endda var lidt provokerende eller  anstødelige ses Danielson-Gambogi  nu som en central kunstner i den Finske kunsts guldalder . Danielson-Gambogi blev inkluderet i udstillingen i 2018 kaldet: Kvinder i Paris 1850-1900 .

## Galleri
|                                         |
| Young Mother (Girl from Brittany), 1885 |

|                                                                                 |
| Aunt Balda's Pastime, 1886, one of her subjects that was criticized at the time |

|                      |
| Winter Fishers, 1887 |

|                                                     |
| Portrait of Hilma Westerholm, 1888 Skabelon:NoteTag |

|                                                                                                  |
| After Breakfast, 1890, of which the artist herself stated that it could have been left unpainted |

|                               |
| Walborg Jacobsson-Eager, 1890 |

|               |
| Sisters, 1891 |

| |
| Mother's Care, 1891, the subject of a mother looking for head lice in her child's hair was disturbing to an art critic of Päivälehti |

|                                            |
| Girl with Cats in a Summer Landscape, 1892 |

|                         |
| Potato Harvesters, 1893 |

|              |
| To Bed, 1897 |

|                       |
| In the Vineyard, 1898 |

|                          |
| In the Vineyard II, 1898 |

|                 |
| Antignano, 1900 |

|                   |
| A Sunny Day, 1900 |

|                      |
| Italian Family, 1900 |

|                                                                                          |
| Evening Spell (After Dinner), 1900, with her husband Raffaello playing guitar to a guest |

|                                            |
| On the Way Home in the Evening Light, 1901 |

|                            |
| The Musician, unknown date |

|                                                     |
| La Merenda, 1904, at the Antignano beach in Livorno |

|               |
| Engaged, 1906 |

|                        |
| The Piano Player, 1907 |

|              |
| Sunset, 1915 |

|                 |
| Antignano, 1917 |

|                     |
| Self-Portrait, 1899 |

|                     |
| Self-Portrait, 1900 |

|                     |
| Self-Portrait, 1903 |